# ダルマ薬局
株式会社ダルマ薬局（ダルマやっきょく、英:Daruma-Drug Co., Ltd.）は、かつて存在したドラッグストアチェーン。宮城県仙台市青葉区木町に本社を置いていた。宮城県を中心に「ダルマ」という名称のドラッグストアを秋田県を除く東北5県と栃木県に展開していた。

## 概要
2012年5月14日、マツモトキヨシホールディングスが創業家から全株式を取得、同社の子会社となった。2015年10月1日、マツモトキヨシHDにおける連結子会社再編に伴い、同HD傘下で仙台市に本社を置くマツモトキヨシ東日本販売に吸収合併され、解散した。
ダルマ薬局の名称で展開されている41店舗は合併後も営業は継続されるが、合併と前後してマツモトキヨシブランドに転換した店舗も存在する。なお、かつては社名と同じ、「ダルマ薬局」の商号で店舗を展開していたが、調剤薬局を行っていない店舗がほとんどであったため、現在は「ダルマ」のみが看板に表示されている。
「ダルマ本店」と称する店舗は、仙台市青葉区片平に所在する。

## 沿革
- 1946年（昭和21年）7月 - 創業。
- 1947年（昭和22年）7月 - 本店開店。
- 1983年（昭和58年） - 片平の本店ビル完成[5]。
- 1984年（昭和59年）9月 - 南光台店開店。（ドラッグストアとしての1号店）
- 1993年（平成5年） - 木町の事務センターへ本社機能移転。（登記上本社はそのまま）
- 2002年（平成14年）7月 - 初の宮城県外の店舗を岩手県一関市に開店。
- 2012年（平成24年）5月14日 - マツモトキヨシホールディングスの完全子会社となる。
- 2013年（平成25年）
  - 3月1日 - ポイントカードをスタンプ押印式からマツモトキヨシホールディングスグループ共通現金ポイントカードに移行。
  - 4月21日 - ダルマ福島笹谷店を閉店し、マツモトキヨシ東日本販売運営によるマツモトキヨシ店舗に移行。
- 2014年（平成26年）4月1日 - 本社を青葉区木町より同区中央の仙台MKDビル（マツモトキヨシ仙台クリスロード店所在ビル）へ移転。
- 2015年（平成27年）
  - 9月 - 片平の「本店」閉店[5]。
  - 10月1日 - マツモトキヨシ東日本販売に吸収合併され、解散した。
- 2016年（平成28年）6月30日 - 事務センターの建物の1階にあった木町店が閉店。

## 店舗
店舗一覧については、マツモトキヨシ公式サイトの店舗リストを参照

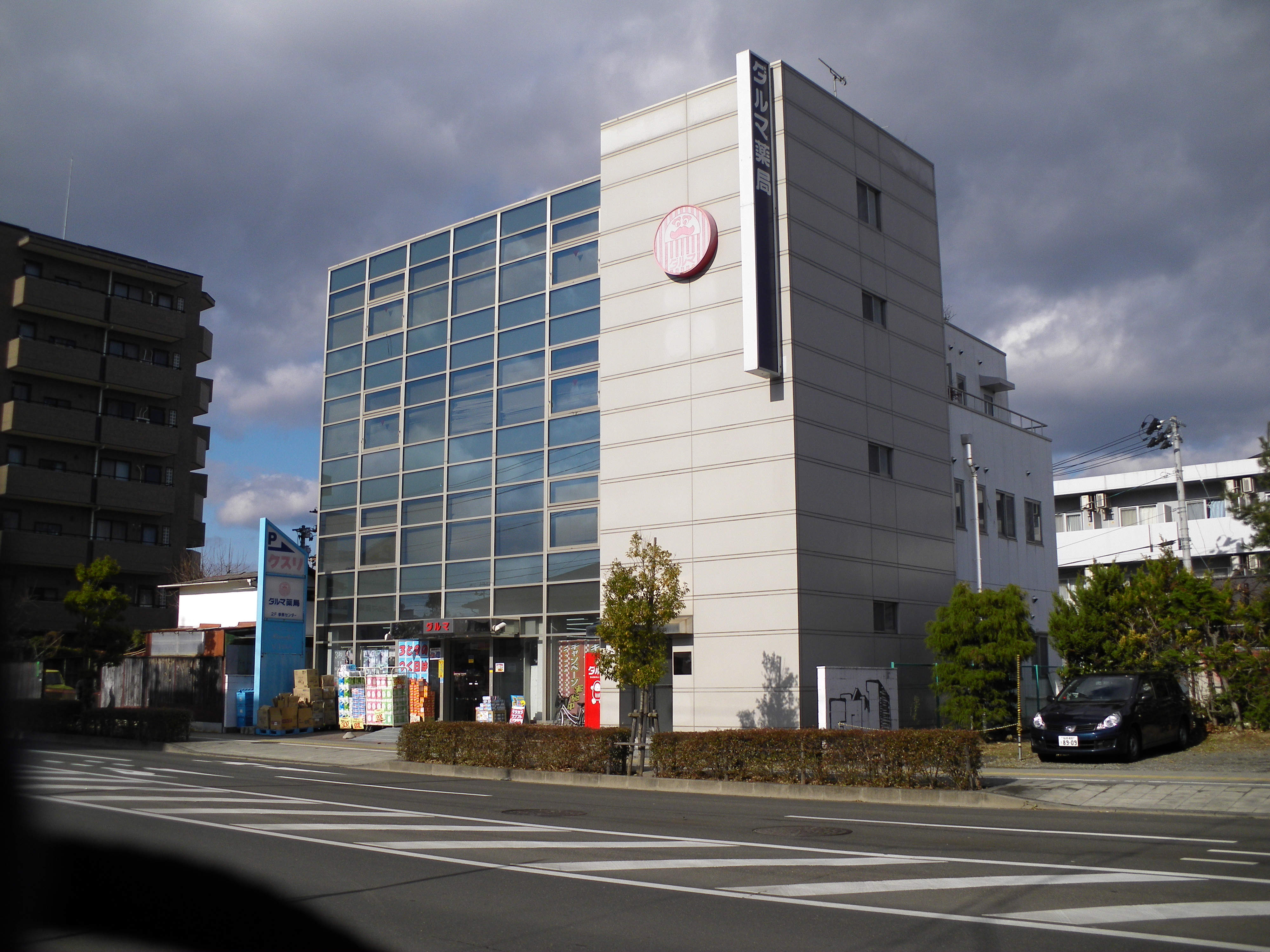
木町店・事務センター

現存する店舗
（いずれもマツモトキヨシ東日本販売が運営）
岩手県
- ダルマ ジョイフルタウン平泉店（平泉町）

宮城県
- ダルマ やまと店（仙台市若林区）
- ダルマ 川内亀岡店（仙台市青葉区）

栃木県
- ダルマ ラパーク宇都宮店（宇都宮市）

かつて存在した店舗
青森県
- 八戸ラピア店（八戸市）

岩手県
- 盛岡西長橋台店（盛岡市）
- ジョイフルタウンみたけ店（盛岡市）
- 千厩店（一関市）
- 一関店（一関市）
- フレスポ一関店（一関市）
- 水沢メイプル店（奥州市）

宮城県
- 中新田店（加美町）
- 築館店（栗原市）
- 石巻中里店（石巻市）
- フード&ドラッグ沖野店（仙台市若林区）
- 沖野店（仙台市若林区）
- 旭ヶ丘店（仙台市青葉区）
- 台原ドンキホーテ店（仙台市青葉区）
- 高森店(仙台市泉区)
- 中山店（仙台市青葉区）
- 木町通調剤店（仙台市青葉区）

山形県
- 山形桜田東店（山形市）
- 山辺駅前店（山辺町）

福島県
- 福島笹谷店（福島市）

## CM
同社のCMソングが日本テレビ系「ブラックワイドショー」内の「地方のグッとくる曲紹介」というコーナーで紹介されたことがある。その曲は2012年頃までは、ダルマ薬局のホームページを開くと聞くこともできた。だがこの曲は現在CMでは使われていない。
CMや広告に出てくるダルマの女の子のキャラクターには「ダルマ子ちゃん」という名前がつけられているが、名称以外の設定などは明らかにされていない。また広告などには「ダルマ子ちゃん」以外のダルマのキャラクターも登場することがあるが、これらのキャラクターには名前はつけられていない。以前、CMキャラクターとしてタレントの光浦靖子を起用していた。

### 注
1. ↑  店舗により、「薬局」の文字を赤いシールでマスクしているだけの拠点もある。実際に調剤薬局を行っているのは「ダルマ調剤薬局木町通店」(マツモトキヨシ東日本販売に吸収合併後は、同社運営の「ダルマ 木町通調剤店」に改称)のみであり、看板も、一般の店舗の赤バックの白抜きで「ダルマ」と書かれている店舗とは明確に異なる。